# Station Paco de Lucía
Paco de Lucía is een metrostation in het stadsdeel Fuencarral-El Pardo van de Spaanse hoofdstad Madrid. Het station werd geopend op 25 maart 2015 en wordt bediend door lijn 9 van de Madrileense metro en de Cercanías. Op de perrons van de Cercanías wordt het voorvoegsel Mirasierra voor de stationsnaam gebruikt als verwijzing naar de buurt.